# Voodoo Soup
Voodoo Soup – wydana pośmiertnie kompilacja utworów z płyt Jimiego Hendrixa. Ukazała się w 1995 roku.

## Lista utworów
Autorem wszystkich utworów jest Jimi Hendrix.
| Nr  | Tytuł utworu           | Długość |
| --- | ---------------------- | ------- |
| 1.  | „The New Rising Sun”   | 3:21    |
| 2.  | „Belly Button Window”  | 3:34    |
| 3.  | „Stepping Stone”       | 4:07    |
| 4.  | „Freedom”              | 3:25    |
| 5.  | „Angel”                | 4:18    |
| 6.  | „Room Full of Mirrors” | 3:09    |
| 7.  | „Midnight”             | 6:01    |
| 8.  | „Night Bird Flying”    | 3:46    |
| 9.  | „Drifting”             | 3:52    |
| 10. | „Ezy Ryder”            | 4:08    |
| 11. | „Pali Gap”             | 4:42    |
| 12. | „Message to Love”      | 3:33    |
| 13. | „Peace in Mississippi” | 5:32    |
| 14. | „In From the Storm”    | 3:39    |
|     |                        | 57:07   |

## Artyści nagrywający płytę
- Jimi Hendrix – gitara, perkusja (1), śpiew
- Noel Redding – gitara basowa (7 i 13)
- Billy Cox – gitara basowa (3 - 6, 8 - 12 i 14)
- Buddy Miles – perkusja (6, 10 i 12)
- Mitch Mitchell – perkusja (3 - 5, 7 - 9, 11, 13 i 14)
- Juma Sultan – konga (3)
- The Getto Fighters (Arthur i Albert Allen) – chórki (3)